# Siły Powietrzne Republiki Chińskiej

Flaga Sił Powietrznych Republiki Chińskiej

Siły Powietrzne Republiki Chińskiej (chiń. trad. 中華民國空軍; pinyin Zhōnghuá Mínguó Kōngjūn) – formacja lotnicza Armii Republiki Chińskiej, mająca za zadanie obronę kraju, czyli de facto przed agresją ze strony Chińskiej Republiki Ludowej. 

## Historia
Obrona przestrzeni powietrznej Tajwanu i mórz wraz z Cieśniną Tajwańską. to podstawowe zadanie Sił Powietrznych Republiki Chińskiej. Przyjęta strategia zakłada odpowiedzenie na agresję w pierwszej kolejności, przy współpracy z pozostałymi rodzajami sił zbrojnych. W okresie pokoju zadania dodatkowe to likwidacja skutków katastrof naturalnych i klęsk żywiołowych.  
ROCAF wykorzystuje niemal wyłącznie sprzęt produkcji USA lub rodzimy, ale część uzbrojenia sprowadzono też z Francji. Skrzydła i dywizjony zachowały numerację sprzed roku 1949, ponieważ Kuomintang nie uznał legalności władz w Pekinie.
W roku 1965 posiadano 92 sztuki F-5A, 23 sztuki F-5B. W trakcie wojny w Wietnamie 48 F-5A wypożyczono Wietnamowi Południowemu jednak zostały zwrócone. Wypożyczenie odbyło się za przybycie amerykańskich Phantomów II w dwóch eskadrach w celu obrony kraju oraz wypożyczyć na 30 miesięcy 28 sztuk T-28 w celach szkoleń. Pewna część została później sprzedana, a część przebudowano na cele. 
15 września 2014 roku przyjęto siedem punktów rozwoju:   
- zwiększenie zdolności wykrywania i ostrzegania
- zintegrowanie elementów dowodzenia, kierowania, łączności, komputeryzacji, zwiadu, obserwacji i rozpoznania
- samodzielny rozwój precyzyjnego uzbrojenia dalekiego zasięgu w celu zwiększenia zdolności przeciwuderzenia
- wdrożenie samolotów myśliwskich nowej generacji i zwiększenie posiadanej siły ofensywnej
- integracja zasobów naukowych, państwowych i prywatnych w procesie rozwoju techniki lotniczej w celu uzyskania przewagi technologicznej
- wdrożenie zmian organizacyjnych w celu zwiększenia elastyczności i efektywności operacyjnej
- zintensyfikowanie szkolenia i treningu w celu poprawy zdolności personelu do realizacji powierzonych zadań

Na mocy kontraktu z czerwca 2011 roku zamówiono 60 śmigłowców UH-60M z silnikami General Electric T-700-GE-701D, domówiono kolejne 24 sztuki w 2016 roku.  

### F-16 w służbie Tajwanu

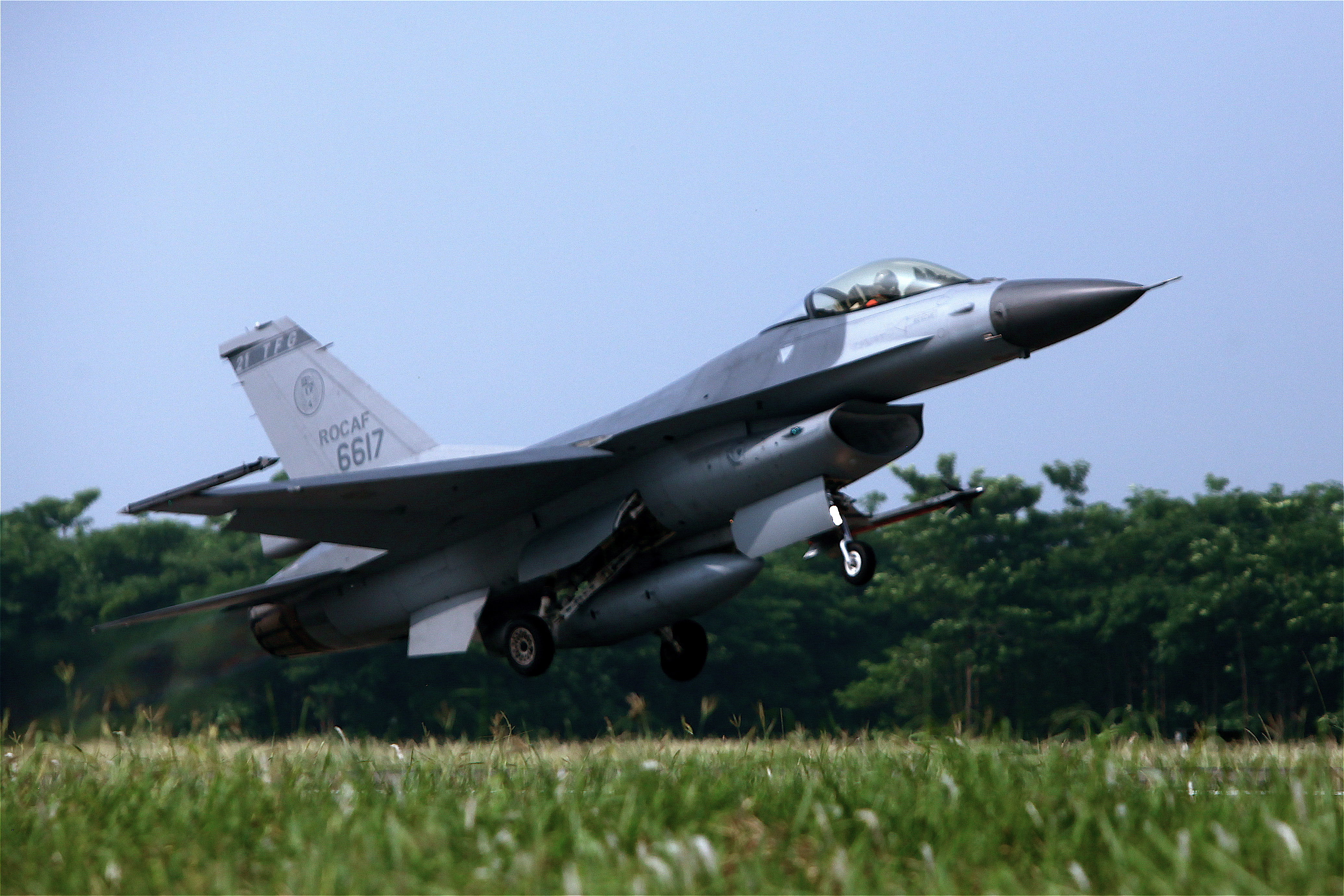
F-16A Block 20

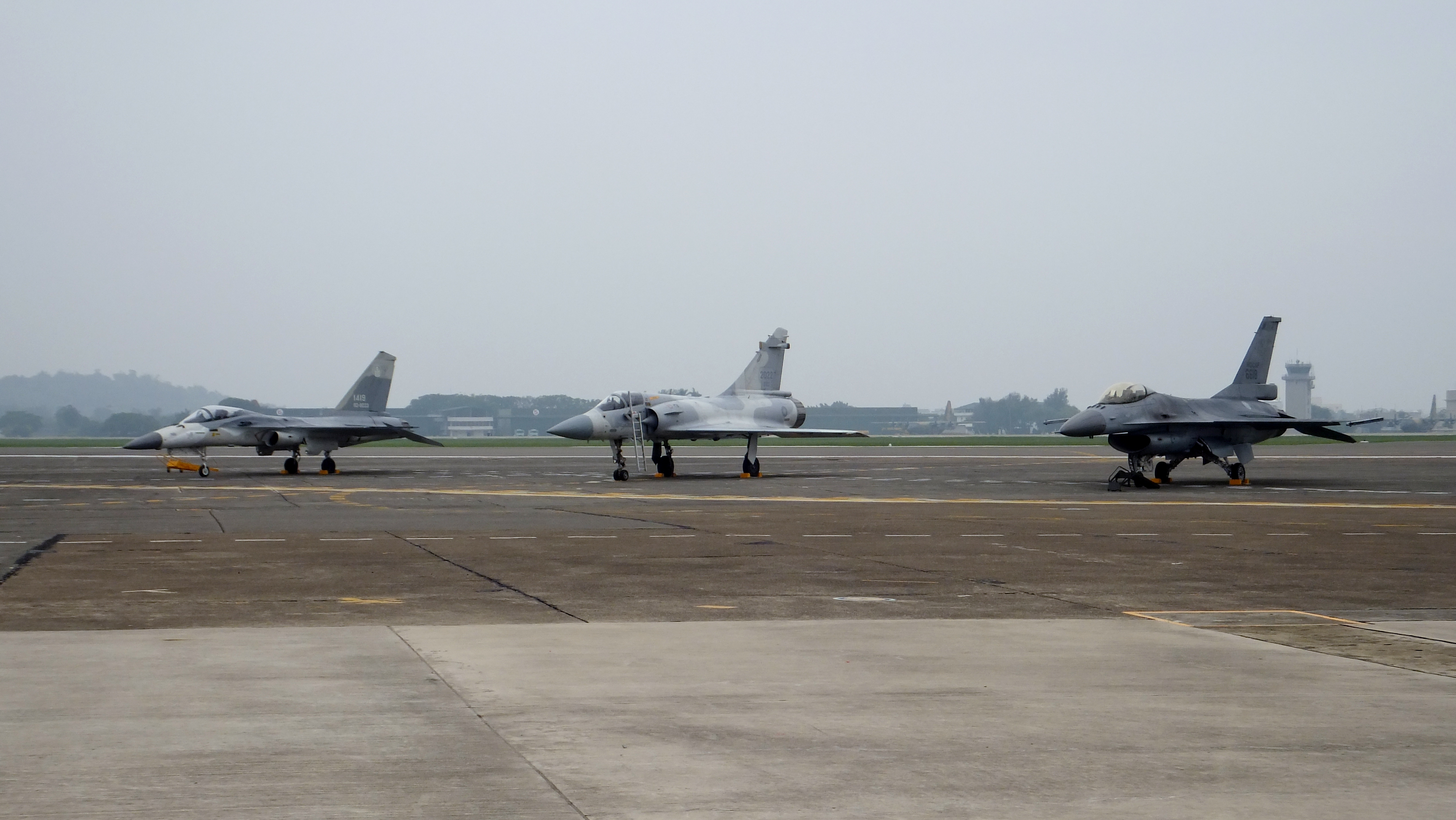
Od lewej: F-CK-1A, Mirage 2000-5EI i F-16A

Republika Chińska starała się o zakup F-16 (chodziło o wersję F-16/J79) jeszcze w 1979. Jednak poprawiające się stosunku USA-ChRL spowodowały wstrzymanie sprzedaży tych samolotów (na życzenie Chińskiej Republiki Ludowej). Tajwan opracował wówczas własny samolot wielozadaniowy AIDC F-CK-1 Ching-kuo, wykorzystując cichą pomoc technologiczną USA.
Powstał w ten sposób nowoczesny oraz stosunkowo tani i niezawodny (Tajwan w warunkach realnego zagrożenia ze strony ChRL nie może sobie pozwolić na słaby jakościowo sprzęt) samolot wielozadaniowy, wraz z całym zestawem opracowanych do niego rakiet Sky Sword I oraz Sky Sword II. Samolot może też korzystać z uzbrojenia opracowanego w krajach zachodnich (głównie amerykańskiego).
Ostatecznie jednak w 1992 prezydent George Bush zgodził się na sprzedaż 150 samolotów F-16 do Tajwanu (równolegle zakupiono też 60 Mirage 2000, by przyśpieszyć proces unowocześniania lotnictwa Tajwanu). Wszystkie tajwańskie F-16, 120 F-16A i 30 F-16B, zbudowano w unikalnej wersji Block 20.
Pierwsze samoloty przekazano Tajwanowi w lipcu 1996. Początkowo trafiły one do 21. FS z bazy Luke w Arizonie, gdzie prowadzono szkolenie pilotów. Pierwsze samoloty przebazowano do Tajwanu w kwietniu 1997. Samoloty te wprowadzono do uzbrojenia 21. Taktycznego Dywizjonu Myśliwskiego (zbieżność numerów – przypadkowa) z 4. Taktycznego Skrzydła Myśliwskiego Tajwanu (znanego również jako 455. Skrzydło), stacjonującego w Jiayi. Kolejnym dywizjonem był 22. TFS, który otrzymał F-16 w 1998, także bazował on w Jiayi i wchodził w skład 4. Skrzydła.
Kolejno, w latach 1999–2000 przezbrojono na F-16 trzy dywizjony 5. (401.) Taktycznego Skrzydła Myśliwskiego, bazującego w Taoyuan. W skrzydle tym w F-16 wyposażono 15. i 16. Taktyczne Dywizjony Myśliwskie (według innych źródeł – 26. i 27.) oraz 17. Taktyczny Dywizjon Myśliwski i 12. Dywizjon Rozpoznania Taktycznego. Samoloty tego ostatniego zostały wyposażone w zasobniki rozpoznawcze LOROP. Jednocześnie w 4. Skrzydle na F-16 przezbrojono kolejne, 14. i 23 TFS. Ostatnią jednostką tajwańską F-16 jest 46. Dywizjon z 7. (737.) Skrzydła, który bazuje w Taidong. Ta ostatnia jednostka pełni też funkcję agresorów, służąc do treningu pilotów.
Początkowo Tajwan otrzymał jedynie pociski AIM-9M i AGM-65B, ale w 2000 dostarczono też AIM-120 AMRAAM, AGM-65G i przeciwokrętowe AGM-84 Harpoon, w które także wyposażono tajwańskie F-16.
Republika Chińska wykorzystuje także pociski Sky Sword I i Sky Sword II – opracowane dla samolotu AIDC F-CK-1 Ching-kuo.
Przez ostatnie lata władze wyspy prosiły USA o sprzedaż kolejnych 66 F-16 w nowocześniejszej wersji Block 52+ oraz modernizacje posiadanych maszyn do takiego standardu. Pomimo poparcia ze strony Kongresu dla tych starań (Kongres w 1979 przyjął uchwałę, która nakazuje USA zaopatrywanie Tajwan w systemy obronne), administracja prezydencka odrzuca kolejne lub opóźnia rozpatrzenie tych pism, z powodu presji ChRL. W 2011 Tajpej wniosło o zgodę na modernizację 145 posiadanych F-16A/B, na którą uzyskano zgodę. W 2012 Lockheed Martin otrzymał kontrakt na przeprowadzenie modernizacji, część prac wykona też Aerospace Industrial Development Corporation (AIDC).

## Podział Sił Powietrznych Republiki Chińskiej
- Dowództwo sił powietrznych (空軍總司令部)

Siły powietrzne podlegają naczelnemu dowództwu, ministrowi obrony i Prezydentowi
- - Dowództwa szeregowe: personalne, operacji i treningu, logistyki, planowania, komunikacji, elektroniki i informacji, spraw generalnych, kontrolowania, inspektoratu generalnego, broni politycznej.
  - Dowództwo Operacyjne Sił Powietrznych (作戰司令部)
    - Skrzydło pogodowe (氣象聯隊): Danshui
    - Komunikacji, kontroli ruchu i informacyjne skrzydło(通信航管資訊聯隊): Tajpej
    - Skrzydło kontroli taktycznej (戰術管制聯隊)

  - Skrzydło Obrony Przeciwlotniczej i Garnizonowe (防砲警衛司令部)
  - Dowództwo Edukacji Treningu i Doktryny (教育訓練暨準則發展司令部)
  - Dowództwo Logistyczne (後勤司令部)
  - Skrzydła Bojowe (作戰聯隊)
    - 401 Taktyczne Skrzydło Myśliwskie (401聯隊): Hualian AFB (F-16A/B)
      - 17.eskadra myśliwska "Thor"
      - 26.eskadra myśliwska "Czarownica"
      - 27.eskadra myśliwska "Czarny Smok"

    - 427 Taktyczne Skrzydło Myśliwskie (427聯隊): Ching Chuan Kang AFB AIDC F-CK-1 Ching-Kuo A/B
      - 7.eskadra myśliwska "Wilk"
      - 8 Dywizjon Myśliwski "Latające Smoki"
      - 28 Skrzydło Myśliwskie "Baby Dragon"

    - 439 Operacyjne Skrzydło (439聯隊): Pingdong AFB C-130H,: E-2T i C-130HE
      - 10 Taktyczna Grupa Lotnicza
        - 101 Dywizjon Mostu Powietrznego
        - 102 Dywizjon Mostu Powietrznego

      - 20 Grupa Wsparcia Elektronicznego
        - 6 Grupa Wsparcia Elektronicznego
        - 2 Dywizjon Szybkiego Reagowania

    - 443 Taktyczne Skrzydło Myśliwskie (443聯隊): Tainan AFB F-CK-1A/B
      - 1 Dywizjon Myśliwski
      - 3 Dywizjon Myśliwski
      - 9 Dywizjon Myśliwski

    - 455 Taktyczne Skrzydło Myśliwskie (455聯隊): Jiayi AFB F-16A/B and S-70C
      - Grupa Ratownictwa Powietrznego
      - 21 Dywizjon Myśliwski
      - 22 Dywizjon Myśliwski
      - 23 Dywizjon Myśliwski

    - 499 Taktyczne Skrzydło Powietrzne (499聯隊): Xinzhu AFB Mirage 2000-5Di/Ei
      - 41 Dywizjon Myśliwski "Święta Tarcza"
      - 42 Dywizjon Myśliwski "Kobra"
      - 48 Dywizjon Myśliwski "Święty Orzeł"

    - 737 Taktyczne Skrzydło Myśliwskie (737聯隊): Taidong AFB F-5E/F
      - 44 Dywizjon Myśliwski
      - 45 Dywizjon Myśliwski
      - 46 Dywizjon Myśliwski

  - Baza Dowodzenia Sił Powietrznych (基地指揮部)
    - Baza Dowodzenia w Songshan (松山基地指揮部)
    - Baza Dowodzenia w Taoyuan (桃園基地指揮部)

  - Akademia Sił Powietrznych (空軍官校): Gangshan AFB AIDC AT-3A Tzu-chung

## Uzbrojenie

### Statki latające
| Zdjęcie                        | Samolot                       | Producent           | Typ                                         | Wersja                 | Liczba sztuk        | Uwagi |
| Samoloty myśliwskie            | Samoloty myśliwskie           | Samoloty myśliwskie | Samoloty myśliwskie                         | Samoloty myśliwskie    | Samoloty myśliwskie | Samoloty myśliwskie |
| ------------------------------ | ----------------------------- | ------------------- | ------------------------------------------- | ---------------------- | ------------------- | --- |
|                                | Lockheed F-16 Fighting Falcon | Stany Zjednoczone   | Myśliwiec wielozadaniowy                    | Block 20 F-16V         | 187                 | Otrzymano 120 F-16A i 30 F-16B. 5 F-16B Block 20 stacjonuje w USA dla celów treningowych. 8 F-16A/B wyposażonych w zasobniki rozpoznawcze (RF-16).Wszystkie maszyny zostaną poddane modernizacji przez Lockheed Martin i tajwański Aerospace Industrial Development Corporation (AIDC). |
|                                | Dassault Mirage 2000          | Francja             | Myśliwiec wielozadaniowy                    | 2000-5EI/DI            | 56                  | Otrzymano 48 Mirage 2000Ei i 12 Mirage 2000Di, podstawowy myśliwiec przechwytujący. |
|                                | AIDC F-CK-1 Ching-Kuo         | Tajwan              | Myśliwiec wielozadaniowy                    | F-CK-1A/B              | 126                 | Opracowywana wersja F-CK-1C/D. |
|                                | Northrop F-5 Tiger II         | Stany Zjednoczone   | Lekki myśliwiec/rozpoznawczy                | F-5E F-5F RF-5E        | 32 5                | 28 F-5E/F w 1973 od USA, 308 F-5E/F zbudowano na licencji w latach 1973-1986. |
| Samoloty wczesnego ostrzegania |                               |                     |                                             |                        |                     | |
|                                | Grumman E-2 Hawkeye           | Stany Zjednoczone   | Statek powietrzny wczesnego ostrzegania     | E-2T E-2C Hawkeye 2000 | 2 4                 | Modernizowane do standardu Hawkeye 2000. |
| Treningowe                     |                               |                     |                                             |                        |                     | |
|                                | AIDC AT-3A Tzu-chung          | Tajwan              | Trening zaawansowany                        | AT-3A AT-3B            | 36 17               | Zostaną zastąpione przez nowe samoloty szkolenia zaawansowanego. |
|                                | Beechcraft T-34 Mentor        | Stany Zjednoczone   | Trening podstawowy                          | US-1A                  | 36                  | |
| Samoloty transportowe          |                               |                     |                                             |                        |                     | |
|                                | Lockheed C-130 Hercules       | Stany Zjednoczone   | Taktyczny transportowiecWalka elektroniczna | C-130HC-130HE          | 191                 | |
|                                | Beechcraft 1900C              | Stany Zjednoczone   | Transport osób                              | B-1900C                | 11                  | |
|                                | Fokker F50                    | Holandia            | Transport VIP                               | F50                    | 3                   | |
|                                | Boeing 737                    | Stany Zjednoczone   | Transport VIP                               | B737-800               | 1                   | |
| Śmigłowce                      |                               |                     |                                             |                        |                     | |
|                                | Sikorsky S-70C Blue Hawk      | Stany Zjednoczone   | Search and Rescue                           | S-70C-1/1A/6           | 17                  | 10 S-70C-1, 3 S-70C1A, 4 S-70C-6 |
|                                | Eurocopter EC-225 Super Puma  | Francja             | Search and Rescue                           | EC-225                 | 3                   | Zamówiono 20. |

### Zapas pocisków
| Pocisk                            | Producent                     | Typ                              | Wersja                        | Liczba sztuk                  | Uwagi                                                                                  |                               |
| Kpr klasy powietrze-powietrze     | Kpr klasy powietrze-powietrze | Kpr klasy powietrze-powietrze    | Kpr klasy powietrze-powietrze | Kpr klasy powietrze-powietrze | Kpr klasy powietrze-powietrze                                                          | Kpr klasy powietrze-powietrze |
| --------------------------------- | ----------------------------- | -------------------------------- | ----------------------------- | ----------------------------- | -------------------------------------------------------------------------------------- | ----------------------------- |
| AIM-120 AMRAAM                    | Stany Zjednoczone             | średniego zasięgu                | AIM-120C-5 AIM-120C-7         | 120 0                         | Zamówione w 2000 dla F-16 Zamówiono 218 dla F-16.                                      |                               |
| AIM-7 Sparrow                     | Stany Zjednoczone             | średniego zasięgu                | AIM-7M                        | 605                           | Dostarczone wraz z F-16.                                                               |                               |
| MBDA MICA                         | Francja                       | średniego zasięgu                |                               | 960                           | Dla Mirage 2000-5.                                                                     |                               |
| Sky Sword II                      | Tajwan                        | średniego zasięgu                | TC-2                          | 250+                          | Kompatybilny ze wszystkimi typami.                                                     |                               |
| AIM-9 Sidewinder                  | Stany Zjednoczone             | krótkiego zasięgu                | AIM-9BAIM-9J/NAIM-9MAIM-9M-2  | 5702066900192                 | Ogółem od 1955 dostarczono 3728 pocisków rodziny AIM-9, część może nie być operacyjna. |                               |
| Magic II                          | Francja                       | krótkiego zasięgu                | R550                          | 480                           | Dla Mirage 2000-5.                                                                     |                               |
| Sky Sword I                       | Tajwan                        | krótkiego zasięgu                | TC-1                          | 300                           | Kompatybilny ze wszystkimi typami.                                                     |                               |
| Kpr klasy powietrze-ziemia        |                               |                                  |                               |                               |                                                                                        |                               |
| AGM-65 Maverick                   | Stany Zjednoczone             | Pocisk naprowadzany telewizyjnie | AGM-65B AGM-65G AGM- 65G2     | 500 40 234                    | wersje B mogą przenosić także F-5E/F                                                   |                               |
| Przeciwokrętowe pociski odrzutowe |                               |                                  |                               |                               |                                                                                        |                               |
| AGM-84 Harpoon                    | Stany Zjednoczone             | Przeciwokrętowy                  | AGM-84LAGM-84G                | 1108                          | Zamówiono 58.                                                                          |                               |

### Systemy przeciwlotnicze
| Zdjęcie | Platforma                                  | Producent         | Wersja           | Liczba baterii | Uwagi                                                      |
| ------- | ------------------------------------------ | ----------------- | ---------------- | -------------- | ---------------------------------------------------------- |
|         | MIM-104 Patriot                            | Stany Zjednoczone | PAC-2            | 3              | 200 rakiet, modernizowane do PAC-3.                        |
|         | MIM-104 Patriot                            | Stany Zjednoczone | PAC-3            | 7              | Zamówione, 444 rakiety.                                    |
|         | Baterie rakiet Sky Bow                     | Tajwan            | Sky Bow I/II/III | 6              |                                                            |
|         | MIM-23 Hawk                                | Stany Zjednoczone |                  | 19             | 932 rakiety. Zastępowane przez Sky Bow II.                 |
|         | Radar Skyguard z RIM-7M Sparrow i OTO 35mm | Szwajcaria        |                  | 6              | 500 rakiet RIM-7M, 24 zestawy, każda bateria z 4 radarami. |
|         | System Antelope z TC-1 i Bofors 40mm/L70   | Tajwan            |                  | 6              |                                                            |